# Đại Thiên
Đại Thiên (Chữ Hán: 大天; tiếng Phạn: महादेव, Mahādeva) là một nhân vật gây tranh cãi xuất hiện với nhiều vai trò khác nhau trong thời kỳ các bộ phái Phật giáo sơ kỳ.

## Vai trò và sự tồn tại khác nhau

### Là nguyên nhân của cuộc ly giáo đầu tiên
Nhiều nguồn khác nhau mô tả Đại Thiên đóng những vai trò khác nhau, và hầu hết kèm theo những chỉ trích. Theo các nguồn phát sinh từ nhánh Sthaviravāda, Đại Thiên được xem như là người sáng lập Mahāsāṃghika, và là nhân vật đã gây ra sự chia rẽ Tăng đoàn nguyên thủy. Theo đó, khoảng 35 năm sau Đại hội kết tập thứ hai tại Vaishali, đã xảy ra một sự tranh luận về năm điểm được cho là do Đại Thiên tổ chức. Năm điểm này chủ yếu liên quan đến học thuyết về tính sai lầm và bất toàn của các vị A-la-hán, vốn bị một số người phản đối. Hệ quả của nó là việc đa số tăng chúng (Mahāsaṃgha) đứng về phía Đại Thiên, và thiểu số còn lại (Sthavira) phản đối, do đó gây ra sự chia rẽ trong Saṃgha.
Tuy nhiên, các học giả hiện đại thường đồng ý rằng vấn đề tranh chấp thực ra là về giới luật. Trong tài liệu sớm nhất, hội đồng tăng chúng đã được triệu tập tại Pāṭaliputra về các vấn đề của Luật tạng, và người ta giải thích rằng sự chia rẽ là do phái đa số (Mahāsaṃgha) từ chối chấp nhận đề nghị bổ sung thêm các giới luật vào Luật tạng của phái thiểu số (Sthaviras). Thông tin này được củng cố bởi chính các nguồn về giới luật, vì các giới luật liên quan đến Sthavira chứa đựng nhiều quy tắc hơn giới luật trong Luật tạng Mahāsāṃghika. Ví dụ, Mahāsāṃghika Prātimokṣa có 67 giới luật trong phần Chúng học pháp (sa. śaikṣa-dharma), trong khi phiên bản Theravāda có đến 75 giới. Học giả hiện đại nói chung đều đồng ý rằng Luật tạng Đại chúng bộ là lâu đời nhất. Joseph Walser kết luận rằng Mahādeva này rất có thể là một nhân vật hư cấu.

### Là người sáng lập phái Caitika
Dị bộ tông luân luận (Samayabhedoparacanacakra) ghi nhận một nhân vật Mahādeva hoàn toàn khác, là người sáng lập Chế-đa sơn bộ (Caitika) hơn 100 năm sau sự kiện chia rẽ Tăng đoàn nguyên thủy. Một số học giả đã kết luận rằng sự liên kết của "Mahādeva" với cuộc chia rẽ đầu tiên là sự suy diễn về bộ phái sau này. Jan Nattier và Charles Prebish tuyên bố rằng Mahādeva là người sáng lập sau này của Caitika, nói rõ:

Mahādeva không liên quan gì đến sự chia rẽ ban đầu giữa Mahāsāṃghika và Sthavira, nổi lên trong một giai đoạn lịch sử muộn hơn đáng kể so với giả định trước đây, và thay vào đó là vai trò trong phong trào bộ phái khi dẫn đến một cuộc chia rẽ nội bộ trong phái Đại chúng bộ đã tồn tại.

## Truyền thuyết về những việc xấu
Vô số truyền thuyết về Đại Thiên - Mahādeva tồn tại, tất cả đều đề cập đến nhân vật được cho là đã gây ra cuộc chia rẽ đầu tiên trong tăng đoàn Phật giáo.
Theo nhiều mô tả, Đại Thiên xuất gia tại Kukkutarama ở Pataliputra, trước khi lên dần đến địa vị lãnh đạo tăng đoàn. Câu chuyện về sự thay đổi của ông từ một tội nhân tồi tệ nhất trở thành một nhà sư uyên bác nằm trong bộ sưu tập những câu chuyện liên quan đến Phật giáo, được Huyền Trang mang về Trung Quốc, được gọi chung là "Những việc ác Đại Thiên".